# گویدو دی مارکو
گویدو دی مارکو (انگلیسی: Guido de Marco؛ ۲۲ ژوئیهٔ ۱۹۳۱ – ۱۲ اوت ۲۰۱۰) یک سیاست‌مدار اهل مالت بود. وی از آوریل ۱۹۹۹ تا آوریل ۲۰۰۴ رئیس‌جمهور این کشور بود.
گویدو دی مارکو در ۱۲ اوت ۲۰۱۰ در سن ۷۹ سالگی درگذشت.